# Клегг-Хилл, Роуленд, 3-й виконт Хилл
Роуленд Клегг-Хилл, 3-й виконт Хилл (англ. Rowland Clegg-Hill, 3rd Viscount Hill; 5 декабря 1833 — 30 марта 1895) — британский консервативный политик. Он был известен как Роуленд Хилл с 1833 по 1872 год.

## Происхождение и образование
Родился Роуленд Клегг Хилл 5 декабря 1833 года в Хокстон-Холле, Шропшир. Старший сын Роуленда Хилла, 2-го виконта Хилла (1800—1875), и Энн Клегг (? — 1891), дочери Джозефа Клегга. В феврале 1874 года он принял по королевскому разрешению дополнительную фамилию Клегг перед фамилией Хилл. Он получил образование в школе Шрусбери.

## Военная служба
В 1853 году Хилл был назначен корнетом в Северный Шропширский йоменский кавалерийский полк, а в 1866 году стал капитаном. Он продолжил службу в объединенном Шропширском йоменском полку, образованном путем слияния в 1872 году, и был произведен в майоры в 1875 году. Он вышел в отставку в 1879 году.

## Политическая карьера
Роуленд Хилл был членом Палаты общин от Консервативной партии в Северном Шропшире с 1857 по 1865 год.
2 января 1875 года после смерти своего отца Роуленд Клегг-Хилл унаследовал титулы 3-го виконта Хилла из Хоукстона и Хардвика в графстве Шропшир, 3-го барона Хилла из Альмасара и Хардвика в графстве Шропшир и 5-го баронета Хилла из Хоукстона, став членом Палаты лордов Великобритании.
Его способность заседать в Палате лордов была ограничена в последующие годы из-за плохого здоровья и признания его банкротом в июле 1894 года с долгами почти в 250 000 фунтов стерлингов.
Он также был заместителем лейтенанта и мировым судьей графства Шропшир.

## Спортивная жизнь
Роуленд Хилл стал преемником своего отца на посту мастера шропширских лисьих гончих и в 1870 году заново основал клуб охоты на выдр Хокстоуна, став его мастером и продолжая этим заниматься до 1891 года. Клуб охоты на выдр Хокстоуна был первоначально основан около 1800 года первым виконтом и поддерживался внутри семьи.

## Личная жизнь
Роуленд Хилл был дважды женат. 3 мая 1855 года в Лондоне он женился первым браком на Мэри Мэдакс (? — 7 января 1874), дочери Уильяма Мэдакса из Госпорта, Хэмпшир. До их брака она работала горничной у его матери, и некоторое время их брак не был признан. Она умерла в 1874 году, родив ему двух сыновей:
- Роуленд Ричард Клегг-Хилл, 4-й виконт Хилл (12 февраля 1863 — 19 декабря 1923), старший сын и преемник отца.
- Фрэнсис Уильям Клегг-Хилл, 5-й виконт Хилл (4 ноября 1866 — 6 июля 1924).

29 апреля 1876 года он женился вторым браком на Достопочтенной Изабелле Элизабет Уинн (? — 29 июля 1898), дочери Спенсера Балкли Уинна, 3-го барона Ньюборо, и Фрэнсис Марии де Уинтон. У супругов было четверо детей:
- Чарльз Роуленд Клегг-Хилл, 6-й виконт Хилл (5 мая 1876 — 3 мая 1957)[3]
- Подполковник Достопочтенный Артур Реджинальд Клегг-Хилл (15 июня 1877 — 18 сентября 1918)
- Достопочтенный Джеральд Спенсер Клегг-Хилл (4 марта 1879 — 4 апреля 1930)
- Достопочтенная Эвелин Изабелла Клегг-Хилл (26 июня 1880 — 13 января 1940).

Лорд Хилл скончался в Хокстон-холле в марте 1895 года в возрасте 61 года и был похоронен в семейном склепе в приходской церкви в Ходнете . Его титул унаследовал старший сын, Роуленд Ричард Клегг-Хилл.